# 경주 기림사 응진전
경주 기림사 응진전(慶州 祇林寺 應眞殿)은 대한민국 경상북도 경주시 문무대왕면, 기림사에 있는 건축물이다. 1985년 12월 30일 경상북도의 유형문화재 제214호로 지정되었다.

## 개요
기림사는 선덕여왕 12년(643)에 천축국의 승려 광유가 세웠으며, 이름은 부처님이 살아있을 때에 세웠던 인도의 기원정사를 뜻한다.
응진전은 기림사 내에 있는 건물로 지어진 시기는 알 수 없으나 조선 후기에 다시 지은 것으로 추측한다.
앞면 5칸·옆면 2칸이며 지붕 옆면이 사람 인(人)자 모양의 맞배지붕으로 되어있다. 기둥 위에서 지붕을 받치는 공포가 기둥 사이에도 있는 다포양식의 건물로 단정한 형태를 갖추고 있다. 안에는 오백나한상을 모시고 있다.
건축양식을 볼 때 부분적으로 조선 중기의 특징을 가지고 있으나, 전체적으로는 조선 후기(18세기 이후)의 건물이다.

## 참고 자료
- 기림사응진전 - 국가유산청 국가유산포털